# Born to Sing: No Plan B
Born to Sing: No Plan B es el trigesimocuarto álbum de estudio del músico norirlandés Van Morrison, publicado por la compañía discográfica Blue Note Records en octubre de 2012.
Es la primera colaboración de Morrison con el sello Blue Note desde la publicación en 2003 del álbum What's Wrong With This Picture?, así como su primer disco con nuevas composiciones desde Keep It Simple. El presidente de Blue Note, Don Was, quien supervisó la publicación del álbum, comentó que incluye «una composición genial y muy incisiva. Es un disco fresco». Además, Was comentó que Blue Note estaba «inmensamente honrado» por la presencia de Morrison en el sello, y se refirió a él como «uno de los mejores cantantes, compositores y músicos de todos los tiempos».
Tras su publicación, el álbum obtuvo buenas reseñas de la crítica musical, con calificaciones de cuatro sobre cinco estrellas de medios como Allmusic y Rolling Stone. Además, debutó en el puesto diez de la lista estadounidense Billboard 200 y en el quince de la lista británica UK Albums Chart.

## Historia
Born to Sing: No Plan B se grabó a finales de 2011 en su ciudad natal de Belfast, Irlanda del Norte, tres años después de la publicación de Keep It Simple, su último álbum de estudio con nuevas composiciones, e incluye diez nuevos temas, si bien la canción «Close Enough for Jazz» se publicó como una canción instrumental en el álbum de 1993 Too Long in Exile. Al igual que sus últimos trabajos, el álbum se grabó en directo en el estudio de grabación con una banda de seis músicos, y con Morrison alternando el uso del piano, la guitarra y el saxofón alto.
En varias de las canciones, Morrison reflexiona sobre la actual crisis financiera global. Al respecto, comentó que sentía la necesidad de comentar lo que percibía como «una preocupación mundial sobre dinero, materialismo, igualdad de ingresos y la codicia que ha envenenado a la sociedad», a la vez que remarcaba: «No voy a hacer proselitismo, no es una especie de manifiesto. Las canciones son ideas, conceptos, y simplemente colocas el micrófono ahí y siguen».
El primer avance del álbum, «Open the Door (To Your Heart)», se presentó como disco de la semana en la emisora BBC Radio 2 y se publicó como sencillo el 24 de septiembre.

## Recepción
En su reseña para la revista musical Rolling Stone, David Fricke definió el álbum como «un disco claramente irritado y vocalmente convincente», y comentó que «con 67 años, en su trigesimoquinto álbum de estudio, Morrison se siente como una especie en peligro de extinción, rodeado de ladrones, sin nada de que echar mano, salvo su sinuoso gruñido, como grava rodando sobre terciopelo». En su crónica para Allmusic, Thom Jurek describió la música: «Empleando su marca personal de soul celta, el álbum incluye incursiones en el jazz y el blues y a veces mezcla las tres en la misma canción».
Por otra parte, Stephen Graham de Jazzwise otorgó al álbum una calificación de cuatro sobre cinco estrellas y escribió: «En su primer álbum desde Keep It Simple, esta vez grabado en su ciudad natal, Morrison ha llegado una vez más con la mercancía después del éxito comercial y de crítica de Keep It Simple y el interés especial mostrado cuando siguió su publicación con un álbum en directo basado en su obra maestra de la década de 1960, Astral Weeks». Previamente, el periodista Mike Flynn escribió en el mismo diario una reseña comentando que «la primera escucha sugiere que es su disco más potente en un buen tiempo», y que el álbum «encuentra a Morrison regresando al territorio del jazz, con el resultado de una atmósfera en directo maravillosamente lacónica. Sin embargo, la sensación relajada se compensa con algunas de sus letras más mordaces y con mayor carga política hasta la fecha».
Una crónica en el Belfast Telegraph otorgó al álbum cuatro sobre un total de cinco estrellas, lo definió como «fácil, fresco y elegante» y añadió que «cuando el plan A es tan bueno como esto, no hay razón para buscar más». En una reseña para The Guardian, Dave Simpson escribió: «Las melodías pegadizas y la sección de vientos recuerdan a Moondance, pero su música ofrece algunas de sus letras más impactantes», mientras que en el diario The Osberver fue calificado también con cuatro sobre cinco estrellas.
También recibió cuatro estrellas en musicOMH, en donde el periodista John Murphy comentó que la banda «es particularmente maravillosa, con una trompeta con sordina y un contrabajo haciendo solos memorables». Murphy concluyó la crónica diciendo que el álbum «será probablemente un gusto adquirido para algunos; el trasfondo de jazz puede no serlo de otros, ya que la tendencia de Morrison a repetir incensatemente líneas, pero es otro ejemplo de su errático genio».

## Lista de canciones
Todas las canciones escritas y compuestas por Van Morrison. 
| N.º | Título                          | Duración |  |
| 1.  | «Open the Door (To Your Heart)» | 5.19     |  |
| 2.  | «Going Down to Monte Carlo»     | 8.12     |  |
| 3.  | «Born to Sing»                  | 4.39     |  |
| 4.  | «End of the Rainbow»            | 4.35     |  |
| 5.  | «Close Enough for Jazz»         | 3.45     |  |
| 6.  | «Mystic of the East»            | 4.56     |  |
| 7.  | «Retreat and View»              | 6.50     |  |
| 8.  | «If in Money We Trust»          | 8.02     |  |
| 9.  | «Pagan Heart»                   | 7.52     |  |
| 10. | «Educating Archie»              | 5.41     |  |

## Personal
- Van Morrison: voz, piano, guitarra eléctrica y saxofón alto
- Paul Moran: órgano Hammond, trompeta, piano y teclados
- Alistair White: trombón
- Chris White: saxofón tenor y clarinete
- Dave Keary: guitarra acústica y guitarra slide
- Paul Moore: bajo
- Jeff Lardner: batería y percusión

## Posición en listas
| País              | Lista                    | Posición |
| ----------------- | ------------------------ | -------- |
| Alemania          | Media Control Charts     | 15       |
| Austria           | Ö3 Austria Top 40        | 10       |
| Bélgica (Flandes) | Ultratop 200 Albums      | 14       |
| Bélgica (Valonia) | Ultratop 200 Albums      | 80       |
| España            | Spanish Albums Chart     | 9        |
| Estados Unidos    | Billboard 200            | 10       |
| Noruega           | Norwegian Albums Chart   | 14       |
| Nueva Zelanda     | New Zealand Music Charts | 12       |
| Países Bajos      | Mega Albums Top 100      | 20       |
| Reino Unido       | UK Albums Chart          | 15       |
| Suecia            | Swedish Albums Chart     | 7        |